# Мирсадыков, Рустам Тухтамурадович
Рустам Тухтамурадович Мирсадыков (узб. Rustam To'xtamurodovich Mirsodiqov; 19 мая 1955, Коканд, Узбекская ССР, СССР) — советский и узбекский футболист и тренер.

## Биография и карьера

### Карьера игрока
Первые шаги в футболе Рустам Мирсадыков сделал в специализированной школе-интернате им. Титова в Ташкенте, под руководством наставников И. Ташмухамедова, В. Ятченко и Я. Арановича.
В 1972 году он был рекомендован в футбольную команду «Пахтакор» где играл до 1975 года. Затем футбольную карьеру продолжил в ташкентском «Тракторе». Позднее играл в клубах «Бустон», «Динамо Самарканд» и «Сохибкор». Рустам Мирсадыков закончил свою профессиональную карьеру в качестве футболиста в 1989 году в андижанском клубе «Спартак».

### Карьера тренера
С 1991 года перешёл в тренерскую работу. В 1992 году стал ассистентом главного тренера «Пахтакора» Ахрола Иноятова. В 1995—1996 годах работал в клубе «Дустлике» в качестве начальника клуба и главного тренера.
В 1996—1998 годах возглавлял ташкентский «МХСК». В 1997 году под его руководством «МХСК» стал чемпионом Узбекистана. По итогам того сезона Рустам Мирсадыков был признан «Лучшим тренером года» в Узбекистане.
В 1997 году был назначен главным тренером национальной сборной Узбекистана. Стояла задача попасть на чемпионат мира 1998 года. Но сборная неудачно выступила в отборочном турнире, и Мирсадыков был уволен с поста главного тренера сборной Узбекистана.
В 1999 году вновь став тренером «Дустлика», привёл клуб к чемпионству в тот же сезон. По итогам сезона стал третьим в опросе на звание «Лучшего тренера года» в Узбекистане.
После этого работал с клубами «Локомотив Ташкент» и «Кызылкум». С 2008 года и до 2017 года возглавял бекабадский «Металлург».

## Достижения
- Чемпион Узбекистана: 1997, 1999
- Лучший тренер года в Узбекистане: 1997